# Ceaușești, Argeș
Ceaușești este un sat în comuna Oarja din județul Argeș, Muntenia, România.